# Acutaspis subnigra
Acutaspis subnigra är en insektsart som beskrevs av Mckenzie 1947. Acutaspis subnigra ingår i släktet Acutaspis och familjen pansarsköldlöss.
Artens utbredningsområde är Peru. Inga underarter finns listade i Catalogue of Life.